# Olejek brzozowy
Olejek brzozowy – olejek eteryczny pozyskiwany z kory brzozy cukrowej (Betula lenta) lub z pączków liściowych brzozy brodawkowatej (Betula pendula) lub brzozy omszonej (Betula pubescens). Brzoza brodawkowata jest też nazywana brzozą zwisłą, brzeziną lub brzozą białą. W Polsce jest pospolita. Występuje i jest uprawiana w wielu krajach świata.
Olejki pozyskuje się metodami destylacji z parą wodną. Olejek z kory brzozowej jest podobny do olejku wintergrinowego, lecz tańszy. Ma smak i zapach salicylanu metylu. Był popularną substancją zapachową, stosowaną np. do aromatyzowania past do zębów. Obecnie częściej jest stosowany syntetyczny salicylan metylu. Olejek z pączków jest gęstą cieczą o łagodnym, balsamicznym zapachu. Głównym składnikiem jest betulol (wolny lub pod postacią estrów). Jest stosowany w niektórych kompozycjach perfumeryjnych.

## Otrzymywanie i właściwości olejków brzozowych

Salicylan metylu

Brzoza cukrowa (inaczej: wiśniowa, słodka, czarna) jest drzewem powszechnie występującym w południowej Kanadzie i północnej części Stanów Zjednoczonych. Osiąga wysokość 15–20 m. Olejek jest pozyskiwany z kory (czasami również z gałęzi), gdzie jest związany pod postacią glikozydów. Surowiec rozdrabnia się, a następnie poddaje się maceracji
(ok. 50°, ok. 12 h). Do maceracji jest używana woda podestylacyjna – wodna warstwa kondensatu z procesu destylacji olejku z parą wodną. Zawiera ona znaczne ilości olejku (jest mleczną zawiesiną), który jest w ten sposób zawracany do procesu. Po maceracji przeprowadza się destylację z parą wodną (ok. 5–10 h). Olejek jest cięższy od fazy wodnej. Nie skręca płaszczyzny polaryzacji światła.
Olejek brzozowy z pączków uzyskuje się metodą destylacji bezpośrednio po zerwaniu pączków liściowych. Faza olejkowa kondensatu jest lżejsza od fazy wodnej. Oba olejki mają różny skład, właściwości fizyczne i zapach.
| Właściwość                            | Olejek brzozowy z kory                                                                                             | Olejek brzozowy z pączków                                                               | Olejek brzozowy z pączków pozbawiony stearoptenu             |
| Surowiec                              | kora brzozy cukrowej                                                                                               | pączki liściowe brzozy brodawkowatej lub brzozy omszonej                                | pączki liściowe brzozy brodawkowatej lub brzozy omszonej     |
| Metoda pozyskiwania olejku            | Maceracja rozdrobnionego surowca w wodzie podestylacyjnej (ok. 50°, ok. 12 h), a następnie destylacja z parą wodną | Destylacja (z parą wodną?)                                                              | Destylacja (z parą wodną?), a następnie usuwanie stearoptenu |
| Wydajność                             | 0,1–0,23% | 3,5–8%                                                                                  |                                                              |
| Główne składniki                      | salicylan metylu, parafina C30H62, ester C14H24OH                                                                  | betulol (ok. 70%), w tym ok. 45% w stanie wolnym, estry betulolu, parafina (stearopten) |                                                              |
| Zapach                                | salicylowy | łagodny, balsamiczny                                                                    |                                                              |
| Temperatura wrzenia (760 mmHg)        | 218–221 °C |                                                                                         |                                                              |
| Gęstość, d15/15                       | a. 1,118–1,189 b. 1,177–1,182                                                                                      | 0,962–0,979                                                                             | 0,9756                                                       |
| Skręcalność αD/20                     | nieczynny | −2° do −15°                                                                             | od −6°20′                                                    |
| Współczynnik załamania światła, nD/20 | a. 1,5360–1,5376 b. 1,5350–1,5370                                                                                  | 1,5015–1,5045                                                                           | 1,50092                                                      |
| Liczba estrowa                        | 356–365 | 35–37                                                                                   | 56,9                                                         |
| Liczba estrowa po acetylowaniu        | | 140–183                                                                                 | 185                                                          |
| Zawartość estrów (jako linalol)       | a. 97–99% b. nie mniej niż 98,5%                                                                                   |                                                                                         |                                                              |
| Rozpuszczalność w alkoholu            | a. 1 obj. / 5–8 obj. 70° alkoholu b. 1 obj. / 6,6–7,5 obj. 70° alkoholu lub więcej (czasami lekkie zmętnienie)     | 1 obj. / 1–2 obj. 80° i 0,25 obj. 90° alkoholu                                          | z 90° alkoholem miesza się w każdym stosunku                 |

## Zastosowania
Biologiczna aktywność olejku brzozowego z kory wiąże się z dużą zawartością salicylanu metylowego (łac.  Methylium salicylicum). Jest to główny składnik wielu olejków eterycznych (np. olejki z golterii rozesłanej, korzenia pierwiosnka lub z fiołka trójbarwnego). Różne estry kwasu salicylowego (salicylany) są stosowane np. w postaci maści i roztworów. Ich wcieranie w skórę powoduje przekrwienie chorych tkanek i zniesienie bólu. Estry wchłonięte przez skórę przenikają do krwi. Są wydalane z moczem w postaci rozłożonej. Salicylan metylowy i inne estry kwasu salicylowego działają bakteriobójczo, a produkty ich rozkładu – bakteriostatycznie, co jest wykorzystywane w leczeniu zakażeń jelit i dróg moczowych.

Olejek brzozowy (Oleum Betulae) zawiera sekwiterpeny α i β-betulenol i jego octan. Ma działanie antyseptyczne, przeciwzapalne, bakteriobójcze, przeciwobrzękowe, przyspieszające gojenie (ziarninowanie), wybielające, żółciopędne, moczopędne, obniżające gorączkę, antyseptyczne. Stosowany w zapaleniu łojotokowym skóry, owrzodzeniach, trądziku, czyrakach, łuszczycy, egzemie, do usuwania plam pigmentowych i do wybielania piegów, przy łupieżu, uszkodzeniach skóry. Pobudza apetyt. Stosowany jest przy podwyższonej temperaturze ciała, przyspiesza gojenie się zranień, ułatwia gojenie się ropiejących ran. Stosowany jest w płynach do pielęgnacji włosów, nadaje włosom puszystość oraz wpływa na ich porost

.